# Chlamydopsis tuberculata
Chlamydopsis tuberculata är en skalbaggsart som beskrevs av Lea 1912. Chlamydopsis tuberculata ingår i släktet Chlamydopsis och familjen stumpbaggar. Inga underarter finns listade i Catalogue of Life.